# Albedo di Bond
L'albedo di Bond, talvolta chiamata anche albedo sferica, albedo planetaria o albedo bolometrica, è la frazione di potenza della radiazione elettromagnetica incidente totale su un corpo astronomico che viene riflessa nello spazio. Prende il nome dall'astronomo statunitense George Phillips Bond (1825–1865), che la propose per la prima volta.
Poiché l'albedo di Bond tiene conto di tutta la luce riflessa da un corpo in tutte le lunghezze d'onda e in tutti i suoi angoli di fase, è un valore necessario per determinare quanta energia assorbe un corpo ed è cruciale per determinare la temperatura di equilibrio di un corpo celeste.
Poiché i corpi del sistema solare esterno sono sempre osservati con angoli di fase molto bassi rispetto alla Terra, gli unici dati affidabili per misurare la loro albedo di Bond provengono dalle sonde spaziali.

## Relazione con l'albedo geometrica
L'albedo di Bond (A) è correlata all'albedo geometrica (p) dall'espressione
{\displaystyle A=pq}
dove q è l'integrale di fase ed è dato in termini di flusso direzionale diffuso I(α) all'angolo α (mediato su tutte le lunghezze d'onda e angoli azimutali) come
{\displaystyle q=2\int _{0}^{\pi }{\frac {I(\alpha )}{I(0)}}\sin \alpha \,d\alpha .}
L'angolo di fase α è l'angolo tra la sorgente della radiazione (solitamente il Sole) e la direzione di osservazione e varia da zero per la luce retroriflessa dalla sorgente, a 180° per le osservazioni in direzione della sorgente. Ad esempio, durante l'opposizione o guardando la luna piena, α è molto piccolo, mentre gli oggetti in controluce o guardando la luna nuova hanno α vicino a 180°.

## Esempi
L'albedo di Bond ha un valore rigorosamente compreso tra 0 e 1, in quanto include tutta la possibile luce riflessa (ma non la radiazione del corpo stesso). Ciò è in contrasto con altre definizioni di albedo come l'albedo geometrica, che può essere superiore a 1. L'albedo di Bond può essere maggiore o minore dell'albedo geometrica, a seconda della superficie e delle proprietà atmosferiche del corpo in questione.
Alcuni esempi:
| Nome     | Albedo di Bond | Albedo di Bond | Albedo visuale geometrica | Albedo visuale geometrica |
| -------- | -------------- | -------------- | ------------------------- | ------------------------- |
| Mercurio | 0.088          |                | 0.142                     |                           |
| Venere   | 0.76           |                | 0.689                     |                           |
| Terra    | 0.294          |                | 0.434                     |                           |
| Luna     | 0.11           |                | 0.12                      |                           |
| Marte    | 0.25           |                | 0.17                      |                           |
| Giove    | 0.343 e 0.503  |                | 0.538                     |                           |
| Saturno  | 0.342          |                | 0.499                     |                           |
| Encelado | 0.8            |                | 1.4                       |                           |
| Urano    | 0.300          |                | 0.488                     |                           |
| Nettuno  | 0.290          |                | 0.442                     |                           |
| Plutone  | 0.4            |                | 0.44–0.61                 |                           |
| Eris     | —              |                | 0.96                      |                           |